# Vinícius Júnior
Vinícius José Paixão de Oliveira Júnior, noto semplicemente come Vinícius Jr. o Vini Jr. (São Gonçalo, 12 luglio 2000), è un calciatore brasiliano, attaccante del Real Madrid e della nazionale brasiliana.
Considerato uno dei migliori  talenti calcistici della sua generazione, è cresciuto nel Flamengo, dove poi nel 2018 si è trasferito al Real Madrid, con cui ha vinto tre campionati spagnoli, una Coppa del Re, tre Supercoppe spagnole, due UEFA Champions League, due Supercoppa UEFA, due Coppe del mondo per club FIFA e una Coppa Intercontinentale FIFA.
Convocato nella nazionale brasiliana dal 2019, ha partecipato a due edizioni della Copa América (2021 e 2024) e ad una del campionato mondiale (2022). Con la nazionale Under-17 ha vinto un campionato sudamericano di categoria (2017).
A livello individuale è stato eletto The Best FIFA Men's Player nel 2024 ed è arrivato secondo al Pallone d'oro nello stesso anno. Inoltre è stato miglior giocatore della Coppa del mondo per club FIFA nel 2022, della UEFA Champions League nel 2023-2024 e della Coppa Intercontinentale FIFA nel 2024, oltre ad essere stato inserito nella squadra della stagione della UEFA Champions League dal 2022 al 2024.

## Caratteristiche tecniche
Ala sinistra, che può svariare su tutto il fronte d'attacco, dotato di una grande velocità e di una notevole agilità con la palla al piede, è bravo nel percorrere le varie distanze con facilità e sicurezza,  ed è in possesso di un ottimo dribbling che combinato alla sua velocità gli permette di lanciarsi verso il fondo del campo e percorrere grandi distanze con ancora la palla tra i piedi o addirittura di dirigersi direttamente verso la porta avversaria. Possiede anche una buona potenza di tiro. Rapida, e precisa tanto che può calciare e segnare anche dalla lunga distanza o con entrambi i piedi, abile principalmente nell'attaccare in profondità e andare in pressing sugli avversari. Inoltre mostra eccellenti doti tecniche, sia come finalizzatore sia come uomo-assist, ed è pure un ottimo esterno a tutta fascia o a prima punta. 

## Carriera

### Club

#### Flamengo
Cresciuto nelle giovanili del Flamengo, ha debuttato nel massimo campionato brasiliano il 13 maggio 2017 nella partita pareggiata per 1-1 con l'Atlético Mineiro. Due giorni dopo ha firmato con il club fino al 2022, con una clausola rescissoria da 45 milioni di euro. Il 9 agosto successivo nella partita di Coppa Sudamericana contro il Palestino, ha realizzato il gol del 5-0, che è stato anche il primo in carriera.
In totale con il club rubronegro ha raccolto 69 presenze e 14 reti.

#### Real Madrid
Il 23 maggio 2017 il Real Madrid comunica di aver trovato un accordo per l'acquisizione del calciatore a titolo definitivo a partire dal 12 luglio 2018, giorno del compimento del diciottesimo anno di età (il minimo richiesto per i trasferimenti internazionali). Il 20 luglio 2018 viene presentato ufficialmente allo stadio Santiago Bernabéu. Aggregato inizialmente alla squadra B, debutta in terra spagnola il 26 agosto seguente, contro il Las Palmas.
Il 29 settembre 2018 esordisce in prima squadra, giocando i minuti finali del derby contro l'Atlético Madrid. Il 3 novembre segna la prima rete con i blancos, nella vittoria interna contro il Real Valladolid (2-0). Il 1º marzo 2020 segna il suo primo gol nel Clásico, aprendo le marcature nella sfida di campionato vinta in casa contro il Barcellona (2-0); alla fine della stagione vince il campionato con la squadra di Madrid. Il 6 aprile 2021 segna la sua prima doppietta in UEFA Champions League, nella partita di andata dei quarti di finale vinta in casa contro il Liverpool (3-1); al contempo diventa il brasiliano più giovane a realizzare una doppietta in Champions, all'età di 20 anni e 268 giorni. Nella stagione 2021-2022 segna 22 gol e fornisce 11 assist in 52 partite, vincendo il campionato, la Supercoppa di Spagna e la UEFA Champions League, nella cui finale realizza il gol decisivo per battere il Liverpool (1-0).
Durante la sua permanenza al Real Madrid è stato vittima di diversi atti di razzismo. A questo proposito il calciatore ha in seguito accusato la Liga Nacional de Fútbol Profesional di non adoperarsi sufficientemente per contrastare la presenza dei razzisti negli stadi.
Nella stagione 2022-2023 si conferma uno dei migliori giocatori al mondo, segnando 20 reti e fornendo 11 assist e vincendo la Supercoppa UEFA e la Coppa del Re, ma si distingue anche per l'indisciplina in campo, con 11 cartellini gialli e anche un cartellino rosso per uno schiaffo rifilato a Hugo Duro del Valencia.
Chiude la seguente con 39 presenze e 24 gol, di cui 6 messi a segno nella UEFA Champions League, vinta battendo in finale il Borussia Dortmund per 2-0 con un gol del brasiliano. Diventa così il giocatore più giovane della storia a segnare in due finali di UEFA Champions League, dopo esserci riuscito nell'edizione del 2021-2022 contro il Liverpool e superando di tredici giorni d'età il precedente record di Lionel Messi; viene altresì eletto migliore giocatore della stagione di Champions League dalla UEFA e qualche mese più tardi si piazza secondo nella graduatoria del Pallone d'oro 2024.

### Nazionale
Con la nazionale under-17 brasiliana ha disputato e vinto il campionato sudamericano 2017, venendo inoltre premiato sia come miglior marcatore della competizione (7 reti) sia come miglior giocatore del torneo.
Il 13 ottobre 2018 esordisce con la nazionale Under-20 brasiliana nella gara contro l'Under-20 cilena, nel corso della quale fallisce un calcio di rigore, ma serve l'assist per il momentaneo vantaggio dei verdeoro.
Il 16 agosto 2019 riceve dal CT Tite la sua prima convocazione in nazionale maggiore, con cui debutta il 10 settembre seguente nella partita amichevole persa a Los Angeles contro il Perù (0-1). Il 24 marzo 2022 segna il suo primo gol in maglia verdeoro nella sfida casalinga vinta 4-0 contro il Cile valida per le qualificazioni al campionato del mondo 2022.
Nel novembre 2022 viene incluso nella lista dei convocati per i Mondiali in Qatar; nel corso della manifestazione in cui viene impiegato in 4 delle 5 partite disputate nel torneo dai sudamericani, andando a segno nell'ottavo di finale vinto 4-1 contro la Corea del Sud. Tuttavia il cammino dei brasiliani s'interrompe ai quarti contro la Croazia dopo i tiri di rigore.
Il 26 marzo 2024 indossa per la prima volta la fascia di capitano della selezione verdeoro nell'amichevole pareggiata contro la Spagna (3-3).
Nella Copa América, il 28 giugno, segna una doppietta sconfiggendo il Paraguay per 4-1.

## Statistiche

### Presenze e reti nei club
Statistiche aggiornate al 9 luglio 2025.
| Stagione           | Squadra            | Campionato         | Campionato | Campionato | Coppe nazionali | Coppe nazionali | Coppe nazionali | Coppe continentali | Coppe continentali | Coppe continentali | Altre coppe    | Altre coppe | Altre coppe | Totale | Totale |
| Stagione           | Squadra            | Comp               | Pres       | Reti       | Comp            | Pres            | Reti            | Comp               | Pres               | Reti               | Comp           | Pres        | Reti        | Pres   | Reti   |
| ------------------ | ------------------ | ------------------ | ---------- | ---------- | --------------- | --------------- | --------------- | ------------------ | ------------------ | ------------------ | -------------- | ----------- | ----------- | ------ | ------ |
| 2017               | Flamengo           | A1/RJ+A+PL         | 0+25+1     | 0+3+0      | CB              | 4               | 0               | CS                 | 7                  | 1                  | -              | -           | -           | 37     | 4      |
| gen.-giu. 2018     | Flamengo           | A1/RJ+A            | 13+12      | 4+4        | CB              | 2               | 0               | CL                 | 5                  | 2                  | -              | -           | -           | 32     | 10     |
| Totale Flamengo    | Totale Flamengo    | Totale Flamengo    | 13+37+1    | 4+7+0      |                 | 6               | 0               |                    | 12                 | 3                  |                | -           | -           | 69     | 14     |
| ago.-ott. 2018     | Real M. Castilla   | SDB                | 5          | 4          | -               | -               | -               | -                  | -                  | -                  | -              | -           | -           | 5      | 4      |
| 2018-2019          | Real Madrid        | PD                 | 18         | 2          | CR              | 8               | 2               | UCL                | 4                  | 0                  | SU+Cmc         | 0+1         | 0           | 31     | 4      |
| 2019-2020          | Real Madrid        | PD                 | 29         | 3          | CR              | 3               | 1               | UCL                | 5                  | 1                  | SS             | 1           | 0           | 38     | 5      |
| 2020-2021          | Real Madrid        | PD                 | 35         | 3          | CR              | 1               | 0               | UCL                | 12                 | 3                  | SS             | 1           | 0           | 49     | 6      |
| 2021-2022          | Real Madrid        | PD                 | 35         | 17         | CR              | 2               | 0               | UCL                | 13                 | 4                  | SS             | 2           | 1           | 52     | 22     |
| 2022-2023          | Real Madrid        | PD                 | 33         | 10         | CR              | 5               | 3               | UCL                | 12                 | 7                  | SS+SU+Cmc      | 2+1+2       | 0+0+3       | 55     | 23     |
| 2023-2024          | Real Madrid        | PD                 | 26         | 15         | CR              | 1               | 0               | UCL                | 10                 | 6                  | SS             | 2           | 3           | 39     | 24     |
| 2024-2025          | Real Madrid        | PD                 | 30         | 11         | CR              | 6               | 1               | UCL                | 12                 | 8                  | SU+SS+CInt+Cmc | 1+2+1+6     | 0+0+1+1     | 58     | 22     |
| Totale Real Madrid | Totale Real Madrid | Totale Real Madrid | 206        | 61         |                 | 26              | 7               |                    | 68                 | 29                 |                | 22          | 9           | 322    | 106    |
| Totale carriera    | Totale carriera    | Totale carriera    | 262        | 76         |                 | 32              | 7               |                    | 80                 | 32                 |                | 22          | 9           | 396    | 124    |

### Cronologia presenze e reti in nazionale
| Cronologia completa delle presenze e delle reti in nazionale ― Brasile | Cronologia completa delle presenze e delle reti in nazionale ― Brasile | Cronologia completa delle presenze e delle reti in nazionale ― Brasile | Cronologia completa delle presenze e delle reti in nazionale ― Brasile | Cronologia completa delle presenze e delle reti in nazionale ― Brasile | Cronologia completa delle presenze e delle reti in nazionale ― Brasile | Cronologia completa delle presenze e delle reti in nazionale ― Brasile | Cronologia completa delle presenze e delle reti in nazionale ― Brasile |
| Data                                                                   | Città                                                                  | In casa                                                                | Risultato                                                              | Ospiti                                                                 | Competizione                                                           | Reti                                                                   | Note                                                                   |
| ---------------------------------------------------------------------- | ---------------------------------------------------------------------- | ---------------------------------------------------------------------- | ---------------------------------------------------------------------- | ---------------------------------------------------------------------- | ---------------------------------------------------------------------- | ---------------------------------------------------------------------- | ---------------------------------------------------------------------- |
| 10-9-2019                                                              | Los Angeles                                                            | Brasile                                                                | 0 – 1                                                                  | Perù                                                                   | Amichevole                                                             | -                                                                      | 74’                                                                    |
| 13-6-2021                                                              | Brasilia                                                               | Brasile                                                                | 3 – 0                                                                  | Venezuela                                                              | Coppa America 2021 - 1º turno                                          | -                                                                      | 85’                                                                    |
| 27-6-2021                                                              | Goiânia                                                                | Brasile                                                                | 1 – 1                                                                  | Ecuador                                                                | Coppa America 2021 - 1º turno                                          | -                                                                      | 63’                                                                    |
| 5-7-2021                                                               | Rio de Janeiro                                                         | Brasile                                                                | 1 – 0                                                                  | Perù                                                                   | Coppa America 2021 - Semifinale                                        | -                                                                      | 85’ 89’                                                                |
| 10-7-2021                                                              | Rio de Janeiro                                                         | Argentina                                                              | 1 – 0                                                                  | Brasile                                                                | Coppa America 2021 - Finale                                            | -                                                                      | 63’                                                                    |
| 2-9-2021                                                               | Santiago del Cile                                                      | Cile                                                                   | 0 – 1                                                                  | Brasile                                                                | Qual. Mondiali 2022                                                    | -                                                                      | 46’                                                                    |
| 7-10-2021                                                              | Caracas                                                                | Venezuela                                                              | 1 – 3                                                                  | Brasile                                                                | Qual. Mondiali 2022                                                    | -                                                                      | 63’                                                                    |
| 11-11-2021                                                             | San Paolo                                                              | Brasile                                                                | 1 – 0                                                                  | Colombia                                                               | Qual. Mondiali 2022                                                    | -                                                                      | 46’                                                                    |
| 16-11-2021                                                             | San Juan                                                               | Argentina                                                              | 0 – 0                                                                  | Brasile                                                                | Qual. Mondiali 2022                                                    | -                                                                      |                                                                        |
| 27-1-2022                                                              | Quito                                                                  | Ecuador                                                                | 1 – 1                                                                  | Brasile                                                                | Qual. Mondiali 2022                                                    | -                                                                      | 63’                                                                    |
| 1-2-2022                                                               | Belo Horizonte                                                         | Brasile                                                                | 4 – 0                                                                  | Paraguay                                                               | Qual. Mondiali 2022                                                    | -                                                                      | 61’                                                                    |
| 24-3-2022                                                              | Rio de Janeiro                                                         | Brasile                                                                | 4 – 0                                                                  | Cile                                                                   | Qual. Mondiali 2022                                                    | 1                                                                      | 72’ 75’                                                                |
| 2-6-2022                                                               | Seul                                                                   | Corea del Sud                                                          | 1 – 5                                                                  | Brasile                                                                | Amichevole                                                             | -                                                                      | 71’                                                                    |
| 6-6-2022                                                               | Tokyo                                                                  | Giappone                                                               | 0 – 1                                                                  | Brasile                                                                | Amichevole                                                             | -                                                                      | 63’                                                                    |
| 23-9-2022                                                              | Le Havre                                                               | Brasile                                                                | 3 – 0                                                                  | Ghana                                                                  | Amichevole                                                             | -                                                                      | 63’                                                                    |
| 27-9-2022                                                              | Parigi                                                                 | Brasile                                                                | 5 – 1                                                                  | Tunisia                                                                | Amichevole                                                             | -                                                                      | 46’                                                                    |
| 24-11-2022                                                             | Lusail                                                                 | Brasile                                                                | 2 – 0                                                                  | Serbia                                                                 | Mondiali 2022 - 1º turno                                               | -                                                                      | 76’                                                                    |
| 28-11-2022                                                             | Doha                                                                   | Brasile                                                                | 1 – 0                                                                  | Svizzera                                                               | Mondiali 2022 - 1º turno                                               | -                                                                      |                                                                        |
| 5-12-2022                                                              | Doha                                                                   | Brasile                                                                | 4 – 1                                                                  | Corea del Sud                                                          | Mondiali 2022 - Ottavi di finale                                       | 1                                                                      | 72’                                                                    |
| 9-12-2022                                                              | Al Rayyan                                                              | Croazia                                                                | 1 – 1 dts (4 – 2 dtr)                                                  | Brasile                                                                | Mondiali 2022 - Quarti di finale                                       | -                                                                      | 64’                                                                    |
| 25-3-2023                                                              | Tangeri                                                                | Marocco                                                                | 2 – 1                                                                  | Brasile                                                                | Amichevole                                                             | -                                                                      |                                                                        |
| 17-6-2023                                                              | Cornellà de Llobregat                                                  | Brasile                                                                | 4 – 1                                                                  | Guinea                                                                 | Amichevole                                                             | 1                                                                      | 90+2’                                                                  |
| 20-6-2023                                                              | Lisbona                                                                | Brasile                                                                | 2 – 4                                                                  | Senegal                                                                | Amichevole                                                             | -                                                                      |                                                                        |
| 12-10-2023                                                             | Cuiabá                                                                 | Brasile                                                                | 1 – 1                                                                  | Venezuela                                                              | Qual. Mondiali 2026                                                    | -                                                                      | 79’                                                                    |
| 17-10-2023                                                             | Montevideo                                                             | Uruguay                                                                | 2 – 0                                                                  | Brasile                                                                | Qual. Mondiali 2026                                                    | -                                                                      | 84’                                                                    |
| 16-11-2023                                                             | Barranquilla                                                           | Colombia                                                               | 2 – 1                                                                  | Brasile                                                                | Qual. Mondiali 2026                                                    | -                                                                      | 27’                                                                    |
| 23-3-2024                                                              | Londra                                                                 | Inghilterra                                                            | 0 – 1                                                                  | Brasile                                                                | Amichevole                                                             | -                                                                      | 90’                                                                    |
| 26-3-2024                                                              | Madrid                                                                 | Spagna                                                                 | 3 – 3                                                                  | Brasile                                                                | Amichevole                                                             | -                                                                      | cap. 71’                                                               |
| 8-6-2024                                                               | College Station                                                        | Messico                                                                | 2 – 3                                                                  | Brasile                                                                | Amichevole                                                             | -                                                                      | 74’                                                                    |
| 12-6-2024                                                              | Orlando                                                                | Stati Uniti                                                            | 1 – 1                                                                  | Brasile                                                                | Amichevole                                                             | -                                                                      |                                                                        |
| 24-6-2024                                                              | Inglewood                                                              | Brasile                                                                | 0 – 0                                                                  | Costa Rica                                                             | Coppa America 2024 - 1º turno                                          | -                                                                      | 70’                                                                    |
| 28-6-2024                                                              | Paradise                                                               | Paraguay                                                               | 1 – 4                                                                  | Brasile                                                                | Coppa America 2024 - 1º turno                                          | 2                                                                      | 83’                                                                    |
| 2-7-2024                                                               | Santa Clara                                                            | Brasile                                                                | 1 – 1                                                                  | Colombia                                                               | Coppa America 2024 - 1º turno                                          | -                                                                      | 7’                                                                     |
| 6-9-2024                                                               | Curitiba                                                               | Brasile                                                                | 1 – 0                                                                  | Ecuador                                                                | Qual. Mondiali 2026                                                    | -                                                                      |                                                                        |
| 10-9-2024                                                              | Asunción                                                               | Paraguay                                                               | 1 – 0                                                                  | Brasile                                                                | Qual. Mondiali 2026                                                    | -                                                                      | 90+3’                                                                  |
| 14-11-2024                                                             | Maturin                                                                | Venezuela                                                              | 1 – 1                                                                  | Brasile                                                                | Qual. Mondiali 2026                                                    | -                                                                      |                                                                        |
| 19-11-2024                                                             | Salvador                                                               | Brasile                                                                | 1 – 1                                                                  | Uruguay                                                                | Qual. Mondiali 2026                                                    | -                                                                      |                                                                        |
| 20-3-2025                                                              | Brasilia                                                               | Brasile                                                                | 2 – 1                                                                  | Colombia                                                               | Qual. Mondiali 2026                                                    | 1                                                                      | 90+12’                                                                 |
| 25-3-2025                                                              | Buenos Aires                                                           | Argentina                                                              | 4 – 1                                                                  | Brasile                                                                | Qual. Mondiali 2026                                                    | -                                                                      |                                                                        |
| 5-6-2025                                                               | Guayaquil                                                              | Ecuador                                                                | 0 – 0                                                                  | Brasile                                                                | Qual. Mondiali 2026                                                    | -                                                                      |                                                                        |
| 10-6-2025                                                              | San Paolo                                                              | Brasile                                                                | 1 – 0                                                                  | Paraguay                                                               | Qual. Mondiali 2026                                                    | 1                                                                      | 28’ 78’                                                                |
| Totale                                                                 |                                                                        | Presenze                                                               | 41                                                                     |                                                                        | Reti                                                                   | 7                                                                      |                                                                        |

## Palmarès

### Club

#### Competizioni nazionali
- Campionato spagnolo: 3

Real Madrid: 2019-2020, 2021-2022, 2023-2024
- Supercoppa di Spagna: 3

Real Madrid: 2020, 2022, 2024
- Coppa di Spagna: 1

Real Madrid: 2022-2023

#### Competizioni internazionali
- UEFA Champions League: 2

Real Madrid: 2021-2022, 2023-2024
- Supercoppa UEFA: 2

Real Madrid: 2022, 2024
- Coppa del mondo per club: 2

Real Madrid: 2018, 2022
- Coppa Intercontinentale FIFA: 1

Real Madrid: 2024

### Nazionale
- Campionato sudamericano Under-15: 1

Colombia 2015
- Campionato sudamericano Under-17: 1

Cile 2017

### Individuale
- Capocannoniere del Campionato sudamericano di calcio Under-17: 1

2017
- Giovane dell'anno della UEFA Champions League: 1

2021-2022
- Squadra della stagione della UEFA Champions League: 3

2021-2022, 2022-2023, 2023-2024
- Miglior giocatore della Coppa del mondo per club FIFA (Golden ball): 1

2022
- Premio Sócrates: 1

2023
- FIFA FIFPro World XI: 2

2023, 2024
- Miglior marcatore della Supercoppa di Spagna: 1

2024 (3 gol)
- Miglior giocatore della UEFA Champions League: 1

2023-2024
- The Best FIFA Men's Player: 1

2024
- Miglior giocatore della Coppa Intercontinentale FIFA (Golden Ball): 1

2024
- Globe Soccer Awards: 2

Miglior attaccante dell'anno: 2024
Miglior calciatore dell'anno: 2024
- Squadra dell'anno IFFHS: 1

2024